# توبوليف تي يو-204
توبوليف تي يو - 204 هي طائرة بمحركين متوسطة المدى روسية الصنع، قادرة على حمل 212 راكبا. قدمت لأول مرة في عام 1989، تعتبر من الطراز المماثل للبوينغ 757. وصممت خصيصا لشركة الخطوط الجوية الروسية كبديل لطائرة المدى المتوسط توبوليف 154 تراي جت.

## التصميم والإنتاج
توبوليف 204 هي من طائرات الطراز الحديث والتي يتميز بالقدرة على التعديل والتغيير السربع وسهولة إدماج الركاب والشحن لمراعاة التكلفة التشغيلية. وخفض مستوى الضجيج واستهلاك الوقود. ويمكن للطراز / توبوليف تي يو-204 أن يدعم بمحركات نفاثة سواء من قبل افيادفيغاتيل بي اس-90 أو بمحركات رولز رويس أر بي 211. وتنتج في اثنين من أكبر مصانع تصنيع الطائرات الروسية في أوليانوفسك (سلسلة توبوليف 204) وكازان (توبوليف 214).

يأتي طراز تي يو-204 بعدة تصاميم لكابينة الركاب، بما في ذلك خط الإنتاج الأساسي لطائرات الفئة الواحدة من مقاعد الركاب ب 210 مقعد؛ والتصاميم الأخرى بإضافة أكثر من فئة لمقاعد الركاب وتتسع ل164-193 مقعد حسب طلب الزبون. وهنا ك نسخة طائرات الشحن من طراز توبوليف 204 ويجري تشغيلها بنجاح بواسطة شركات عدة في أوروبا ومصر.
كل مقصورات الدرجة الاقتصادية ودرجة رجال الأعمال مزودة بمقاعد محسنة للركاب بتصميم 3 +3 أو 2 +2 من المقاعد المتوازية، على التوالي. مقاعد مقصورة درجة رجال الأعمال بقاعدة 810 ملم. ومن الممكن أن تكون مقصورة الركاب مقسمة إلى أجزاء، وفقا للفئة مع حواجز وستائر متحركة. تم إضاءة المقصورات بالضوء المنعكس المخفي، تقع فوق وتحت الصناديق العلوية على طول الجانبين مما خلق إنارة ثابتة ومريحة. صناديق أمتعة الركاب من النوع القابل للغلق. بحجم 0.052 متر مكعب للصندوق الواحد.
في عام 1994، تم إصدار الشهادة الأولى لطائرة توبوليف 204 (مع محركات بي اس-90). وصدر لاحقا عدد من الشهادات على مدى تحسين الظروف التشغيلية الشاملة للطائرة والتصميم.

## المشغلين
اجمالي المستخدمين :
| الطيران                 | نوع الطائرة                   | في الخدمة | تحت الطلب |
| ----------------------- | ----------------------------- | --------- | --------- |
| آير كايرو               | 204-120                       | 3         | 0         |
| آير كايرو               | 204-120C                      | 2         | 0         |
| دالافيا°                | 214                           | 5         | 0         |
| طيران الصين للشحن       | 204-120CE                     | 1         | 4         |
| افيا ستار-تي يو         | 204                           | 3         | 0         |
| كفيمن فويافيا           | 204-200                       | 2         | 2         |
| طيران كراس              | 3 x 204-100 / 1 x 214         | 3         | 0         |
| طيران روسيه             | 2 x 214SR / 3 x 214           | 5         | 0         |
| شركة إليوشن المالية     | 31 x 204                      | 0         | 31        |
| فالديفستك ايريو         | 204-300                       | 6         | 0         |
| خطوط اس 7 الجوية        | 204SM                         | 0         | 15        |
| كوبانا                  | 1 x 204-100CE 2 x 204-100E    | 3         | 1         |
| طيران كوريو             | x2 204-300 x1 204-100 (order) | 1         | 2         |
| الخطوط الجوية السورية°° | 204                           | 0         | 2         |
| ترانز ايرو              | 214                           | 3         | 7         |
| إيران للطيران°°°°       | 204-100 SM                    | 0         | 30        |
| سيروكو للفضاء°°°°°      | 204-120                       | 25        | 0         |
| بلو وينجز               | 204 CM                        | 0         | 5         |
| ريد وينجز               | 204-100                       | 9         | 9         |
| اتلانت-سويوز            | 204SM                         | 0         | 15        |
| طيران كلين              | 204-120CE                     | 0         | 4         |
| الإجمالي                |                               | 71        | 86        |

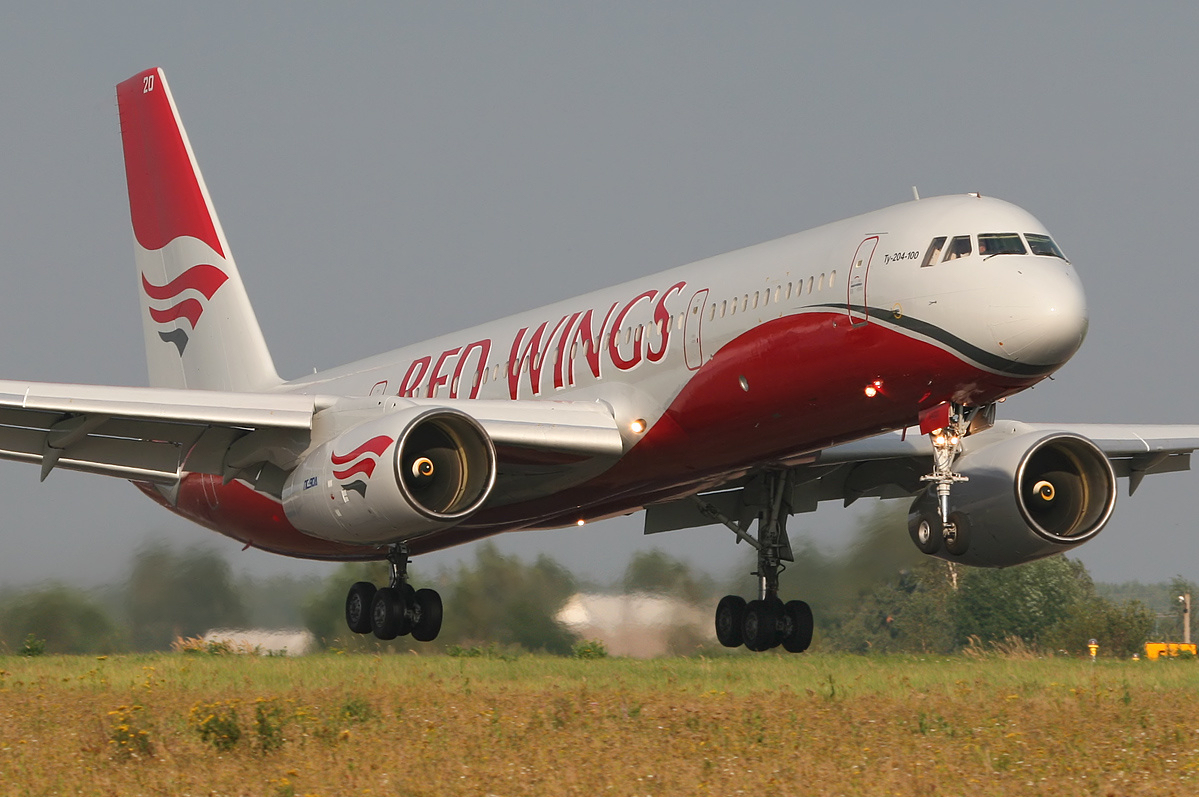
طائرة خطوط ريد وينجز الجوية من طراز توبوليف تي يو-204

° شركة طيران أعلنت إفلاسها، ويجري تصفية لأصول ..

°° أول طلبية في عام 2008.

°°° تشغل الشركة حاليا طائرة واحدة وهي من طراز توبوليف 214.

°°°° في أكتوبر 2008، أعلن كل من إيران وروسيا أن التوصل إلى اتفاق لصناعة ما يصل إلى 100 توبوليف 204 / 214 طائرة في إيران يجري استعراضها في المراحل النهائية.

°°°°° شركة تأجير مصرية.

## المواصفات
| النوع                                   | 204-100                                                                 | 204-120                                                                 | 214                                                                     | 204-300                                                                 |
| --------------------------------------- | ----------------------------------------------------------------------- | ----------------------------------------------------------------------- | ----------------------------------------------------------------------- | ----------------------------------------------------------------------- |
| طاقم القيادة                            | 3                                                                       | 3                                                                       | 3                                                                       | 3                                                                       |
| عدد المقاعد                             | 210 (وحيد الدرجة، قياسي)                                                | 210 (وحيد الدرجة، قياسي)                                                | 210 (وحيد الدرجة، قياسي)                                                | 164 (وحيد الدرجة، قياسي)                                                |
| الطول                                   | 46.1 متر (151 قدم)                                                      | 46.1 متر (151 قدم)                                                      | 46.1 متر (151 قدم)                                                      | 40.0 متر (131.2 قدم)                                                    |
| المسافة بين الجناحين                    | 41.8 متر (137 قدم)                                                      | 41.8 متر (137 قدم)                                                      | 41.8 متر (137 قدم)                                                      | 41.8 متر (137 قدم)                                                      |
| مساحة الأجنحة                           | 184.2 متر مربع                                                          | 184.2 متر مربع                                                          | 184.2 متر مربع                                                          | 184.2 متر مربع                                                          |
| الارتفاع                                | 13.9 متر (46 قدم)                                                       | 13.9 متر (46 قدم)                                                       | 13.9 متر (46 قدم)                                                       | 13.9 متر (46 قدم)                                                       |
| عرض الكابينة                            | 3.8 متر (12 قدم)                                                        | 3.8 متر (12 قدم)                                                        | 3.8 متر (12 قدم)                                                        | 3.8 متر (12 قدم)                                                        |
| عرض هيكل الطائرة                        | 4.1 متر (13 قدم)                                                        | 4.1 متر (13 قدم)                                                        | 4.1 متر (13 قدم)                                                        | 4.1 متر (13 قدم)                                                        |
| الحد الأقصى للوزن عند الإقلاع           | 103,000 كيلوغرام (227,000 رطل)                                          | 103,000 كيلوغرام (227,000 رطل)                                          | 110,750 كيلوغرام (244,160 رطل)                                          | 107,500 كيلوغرام (237,000 رطل)                                          |
| الحد الأقصى للوزن عند الهبوط            | 88,000 كيلوغرام (194,000 رطل)                                           | 88,000 كيلوغرام (194,000 رطل)                                           | 93,000 كيلوغرام (205,000 رطل)                                           | 88,000 كيلوغرام (194,000 رطل)                                           |
| الحد الأقصى للحمولة                     | 21,000 كيلوغرام (46,000 رطل)                                            | 21,000 كيلوغرام (46,000 رطل)                                            | 25,200 كيلوغرام (55,600 رطل)                                            | 18,000 كيلوغرام (40,000 رطل)                                            |
| مسار الإقلاع بحالة الوزن القصوى للإقلاع | 2,250 متر (7,380 قدم)                                                   | 2,250 متر (7,380 قدم)                                                   | 2,250 متر (7,380 قدم)                                                   | 2,250 متر (7,380 قدم)                                                   |
| سرعة الطيران                            | 810 كيلو متر/ساعة إلى 850 كيلو متر/ساعة (503 ميل/ساعة إلى 528 ميل/ساعة) | 810 كيلو متر/ساعة إلى 850 كيلو متر/ساعة (503 ميل/ساعة إلى 528 ميل/ساعة) | 810 كيلو متر/ساعة إلى 850 كيلو متر/ساعة (503 ميل/ساعة إلى 528 ميل/ساعة) | 810 كيلو متر/ساعة إلى 850 كيلو متر/ساعة (503 ميل/ساعة إلى 528 ميل/ساعة) |
| السرعة القصوى                           | 900 كيلو متر/ساعة (560 ميل/ساعة)                                        | 900 كيلو متر/ساعة (560 ميل/ساعة)                                        | 900 كيلو متر/ساعة (560 ميل/ساعة)                                        | 900 كيلو متر/ساعة (560 ميل/ساعة)                                        |
| المدى بحمولة كاملة                      | 4,300 كيلومتر (2,700 ميل)                                               | 4,100 كيلومتر (2,500 ميل)                                               | 4,340 كيلومتر (2,700 ميل)                                               | 5,800 كيلومتر (3,600 ميل)                                               |
| محرك (× 2)                              | افيادفيغاتيل PS-90A                                                     | رولز رويس أر بي 211                                                     | افيادفيغاتيل PS-90A                                                     | افيادفيغاتيل PS-90A                                                     |
| دفع المحركات (× 2)                      | 157 kN 16,000 Kgf; 35,274 lbf                                           | 186.3 kN 19,000 Kgf; 41,887 lbf                                         | 158.2 kN 16,140 Kgf; 35,582 lbf                                         | 158.2 kN 16,140 Kgf; 35,582 lbf                                         |

مصادر : يونايتد ايركرافت كوربوريشن